# Campionato europeo maschile di calcio 1984
Il Campionato europeo di calcio UEFA 1984 (in francese: 1984 Championnat d'Europe de football de l'UEFA), noto anche come Francia 1984, fu la settima edizione dell'omonimo torneo, organizzato ogni quattro anni dall'UEFA.
Si tenne in Francia dal 12 al 27 giugno 1984 e fu vinto dalla nazionale di casa che, nella finale al Parco dei Principi di Parigi, batté 2-0 la Spagna. Per la Francia si trattò della prima affermazione ufficiale di sempre in campo internazionale.
Capocannoniere del torneo fu il capitano della squadra campione Michel Platini con 9 gol.

## Formula e qualificazioni
Venne confermata la formula inaugurata in occasione del precedente torneo, con la partecipazione di otto squadre suddivise in due gironi all'italiana: da segnalare l'introduzione di semifinali incrociate, con la prima classificata di un gruppo abbinata alla seconda dell'altro, e l'abolizione della finale per il terzo e quarto posto. A tal proposito, l'UEFA riconobbe terze classificate ex aequo le due semifinaliste sconfitte con assegnazione della medaglia in bronzo ad entrambe.
Il percorso di qualificazione si articolò in sette gruppi, tre dei quali composti da quattro formazioni; i restanti quattro accolsero invece cinque compagini ciascuno. Degna di nota fu la mancata partecipazione dell'Italia campione mondiale, giunta penultima in un raggruppamento a cinque squadre vinto dalla Romania. Controversie si addensarono, invece, sulla qualificazione della Spagna, prevalsa con il punteggio di 12-1 su Malta: il largo successo consegnò il biglietto agli iberici, colmando una differenza reti nei confronti dei Paesi Bassi (esclusi in virtù del risultato) che ingenerò sospetti di combine.
Alle sette vincitrici dei gironi si aggiunse la Francia, ammessa d'ufficio in qualità di nazione ospitante: il Paese transalpino superò le candidature di Inghilterra, Germania Ovest e Grecia.

## Squadre partecipanti
| Pr. | Squadra        | Data di qualificazione certa | Partecipante in quanto                                         | Partecipazioni precedenti al torneo |
| --- | -------------- | ---------------------------- | -------------------------------------------------------------- | ----------------------------------- |
| 1   | Francia        | 10 dicembre 1981             | Rappresentativa della nazione organizzatrice della fase finale | 1 (1960)                            |
| 2   | Belgio         | 12 ottobre 1983              | 1ª classificata nel Gruppo 1 di qualificazione                 | 2 (1972, 1980)                      |
| 3   | Portogallo     | 1º novembre 1983             | 1ª classificata nel Gruppo 2 di qualificazione                 | -                                   |
| 4   | Danimarca      | 16 novembre 1983             | 1ª classificata nel Gruppo 3 di qualificazione                 | 1 (1964)                            |
| 5   | Germania Ovest | 20 novembre 1983             | 1ª classificata nel Gruppo 6 di qualificazione                 | 3 (1972, 1976, 1980)                |
| 6   | Romania        | 30 novembre 1983             | 1ª classificata nel Gruppo 5 di qualificazione                 | -                                   |
| 7   | Jugoslavia     | 21 dicembre 1983             | 1ª classificata nel Gruppo 4 di qualificazione                 | 3 (1960, 1968, 1976)                |
| 8   | Spagna         | 21 dicembre 1983             | 1ª classificata nel Gruppo 7 di qualificazione                 | 2 (1964, 1980)                      |

Nota bene: nella sezione "partecipazioni precedenti al torneo" le date in grassetto indicano che la nazione ha vinto quella edizione del torneo, mentre le date in corsivo indicano l'edizione ospitata da una determinata squadra.

## Stadi
| Parigi                                                                                                  | Marsiglia                                                                                               | Lione                   |
| --- | --- | ----------------------- |
| Parc des Princes                                                                                        | Stade Vélodrome                                                                                         | Stade de Gerland        |
| Capienza: 48,360                                                                                        | Capienza: 55,000                                                                                        | Capienza: 51,860        |
| | |                         |
| Parigi Marsiglia Lione Saint-Étienne Lens Nantes Strasburgo Campionato europeo di calcio 1984 (Francia) | Parigi Marsiglia Lione Saint-Étienne Lens Nantes Strasburgo Campionato europeo di calcio 1984 (Francia) | Saint-Étienne           |
| Parigi Marsiglia Lione Saint-Étienne Lens Nantes Strasburgo Campionato europeo di calcio 1984 (Francia) | Parigi Marsiglia Lione Saint-Étienne Lens Nantes Strasburgo Campionato europeo di calcio 1984 (Francia) | Stade Geoffroy-Guichard |
| Parigi Marsiglia Lione Saint-Étienne Lens Nantes Strasburgo Campionato europeo di calcio 1984 (Francia) | Parigi Marsiglia Lione Saint-Étienne Lens Nantes Strasburgo Campionato europeo di calcio 1984 (Francia) | Capienza: 48,274        |
| Parigi Marsiglia Lione Saint-Étienne Lens Nantes Strasburgo Campionato europeo di calcio 1984 (Francia) | Parigi Marsiglia Lione Saint-Étienne Lens Nantes Strasburgo Campionato europeo di calcio 1984 (Francia) |                         |
| Lens | Nantes                                                                                                  | Strasburgo              |
| Stade Félix-Bollaert                                                                                    | Stade de la Beaujoire                                                                                   | Stade de la Meinau      |
| Capienza: 49,000                                                                                        | Capienza: 52,923                                                                                        | Capienza: 42,756        |
| | |                         |

## Convocazioni
Le rose per la fase finale erano composte di 20 calciatori.

## Il sorteggio
Il sorteggio avviene il 10 gennaio 1984 a Parigi.
Proposte due fasce con la nazionale francese assegnata d'ufficio al Gruppo A e quella tedesca al Gruppo B.
Ecco la composizione delle fasce destinate al sorteggio:
| teste di serie            | 2° fascia  |
| ------------------------- | ---------- |
| Francia (gruppo A)        | Belgio     |
| Germania Ovest (gruppo B) | Danimarca  |
| Jugoslavia                | Portogallo |
| Spagna                    | Romania    |

## Riassunto del torneo

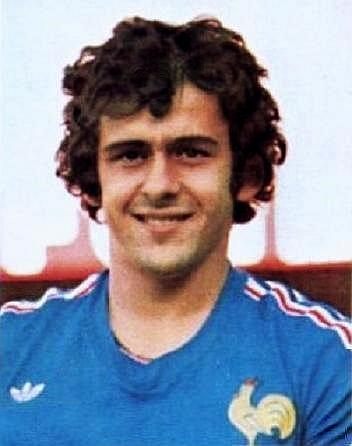
Michel Platini, mattatore assoluto della vittoria francese con 9 gol — un record tuttora imbattuto.

Principali favorite nei pronostici della vigilia risultarono essere i transalpini padroni di casa nonché le finaliste dell'edizione precedente, Germania Ovest e Belgio. Ad annichilire le speranze dei Diavoli Rossi concorse tuttavia la pesante sconfitta rimediata dai Bleus nella seconda giornata, per 5-0: la contestuale vittoria riportata dalla Danimarca contro la Jugoslavia — peraltro con medesimo punteggio — certificò l'anticipata eliminazione dei balcanici.
Nel girone B, ai campioni in carica teutonici non risultò sufficiente l'affermazione contro una outsider quale la Romania: entrambe mancarono il passaggio del turno a favore di Spagna e Portogallo. A livello di singoli interpreti, la sola prima fase assicurò al francese Platini il titolo di capocannoniere: Le Roi realizzò infatti sette reti in appena tre incontri.
Il tabellone delle semifinali oppose la compagine di casa ai lusitani, battuti per 3-2 nel corso dei supplementari. A guadagnare l'accesso all'atto conclusivo fu inoltre la selezione iberica, prevalsa ai rigori contro gli scandinavi; nella finalissima gli uomini di Michel Hidalgo si imposero 2-0, complice anche un errore del portiere spagnolo Arconada sulla punizione di Platini.
L'affermazione colta dai transalpini consegnò peraltro a questi ultimi un'opportunità di conquistare la Coppa Artemio Franchi, cui la rappresentativa partecipò nel 1985.

## Risultati

### Fase a gironi

#### Gruppo A

##### Classifica
| Pos. | Squadra    | Pt | G | V | N | P | GF | GS | DR |
| ---- | ---------- | -- | - | - | - | - | -- | -- | -- |
| 1.   | Francia    | 6  | 3 | 3 | 0 | 0 | 9  | 2  | +7 |
| 2.   | Danimarca  | 4  | 3 | 2 | 0 | 1 | 8  | 3  | +5 |
| 3.   | Belgio     | 2  | 3 | 1 | 0 | 2 | 4  | 8  | -4 |
| 4.   | Jugoslavia | 0  | 3 | 0 | 0 | 3 | 2  | 10 | -8 |

##### Incontri
| Arbitro: | Roth |

|             |           |  |
| Platini 78’ | Marcatori |  |

| Arbitro: | Fredriksson |

|                          |           |  |
| Vandenbergh 28’ Grün 45’ | Marcatori |  |

| Arbitro: | Valentine |

|                                                     |           |  |
| Platini 3’ 74’ (rig.) 89’ Giresse 33’ Fernández 43’ | Marcatori |  |

| Arbitro: | Lamo Castillo |

|                                                                     |           |  |
| Arnesen 8’ 69’ (rig.) Berggreen 16’ Elkjær Larsen 82’ Lauridsen 84’ | Marcatori |  |

| Arbitro: | Daina |

|                     |           |                                 |
| Platini 59’ 62’ 77’ | Marcatori | 32’ Šestić 84’ (rig.) Stojkovic |

| Arbitro: | Prokop |

|                                                 |           |                               |
| Arnesen 41’ (rig.) Brylle 60’ Elkjær Larsen 84’ | Marcatori | 26’ Ceulemans 39’ Vercauteren |

#### Gruppo B

##### Classifica
| Pos. | Squadra        | Pt | G | V | N | P | GF | GS | DR |
| ---- | -------------- | -- | - | - | - | - | -- | -- | -- |
| 1.   | Spagna         | 4  | 3 | 1 | 2 | 0 | 3  | 2  | +1 |
| 2.   | Portogallo     | 4  | 3 | 1 | 2 | 0 | 2  | 1  | +1 |
| 3.   | Germania Ovest | 3  | 3 | 1 | 1 | 1 | 2  | 2  | 0  |
| 4.   | Romania        | 1  | 3 | 0 | 1 | 2 | 2  | 4  | -2 |

##### Incontri
| Strasburgo 14 giugno 1984, ore 17:15 | Germania Ovest | 0 – 0 referto | Portogallo | Stadio de la Meinau (44.707 spett.)\| Arbitro: \| Yushka \| |
| Arbitro:                             | Yushka         |               |            |                                                             |

| Arbitro: | Ponnet |

|                     |           |            |
| Carrasco 22’ (rig.) | Marcatori | 35’ Bölöni |

| Arbitro: | Keizer |

|                |           |           |
| Völler 25’ 66’ | Marcatori | 46’ Coras |

| Arbitro: | Vautrot |

|                |           |           |
| Santillana 73’ | Marcatori | 52’ Sousa |

| Arbitro: | Vojtech Christov |

|  |           |            |
|  | Marcatori | 90’ Maceda |

| Arbitro: | Fahnler |

|          |           |  |
| Nené 81’ | Marcatori |  |

### Fase a eliminazione diretta

#### Tabellone
|  | Semifinali | Semifinali    | Semifinali |        |         | Finale  | Finale | Finale |  |
|  |            |               |            |        |         |         |        |        |  |
|  | 1A         | Francia (dts) | 3          |        |         |         |        |        |  |
|  | 1A         | Francia (dts) | 3          |        |         |         |        |        |  |
|  | 2B         | Portogallo    | 2          |        |         |         |        |        |  |
|  | 2B         | Portogallo    | 2          |        | Francia | Francia | 2      |        |  |
|  |            |               |            |        | Francia | Francia | 2      |        |  |
|  |            |               | Spagna     | Spagna | 0       |         |        |        |  |
|  | 2A         | Danimarca     | Spagna     | Spagna | 0       | 1 (4)   |        |        |  |
|  | 2A         | Danimarca     |            |        |         |         |        |        |  |
|  | 1B         | Spagna (dtr)  | 1 (5)      |        |         |         |        |        |  |

#### Semifinali
| Arbitro: | Bergamo |

|                                |           |                |
| Domergue 24’ 114’ Platini 119’ | Marcatori | 74’ 98’ Jordão |

| Arbitro: | Courtney |

|                                             |                      |                                            |
| Lerby 7’                                    | Marcatori            | 67’ Maceda                                 |
| Brylle Olsen M. Laudrup Lerby Elkjær Larsen | Tiri di rigore 4 – 5 | Santillana Señor Urquiaga V. Muñoz Sarabia |

#### Finale
| Arbitro: | Christov |

|                         |           |  |
| Platini 57’ Bellone 90’ | Marcatori |  |

## Statistiche

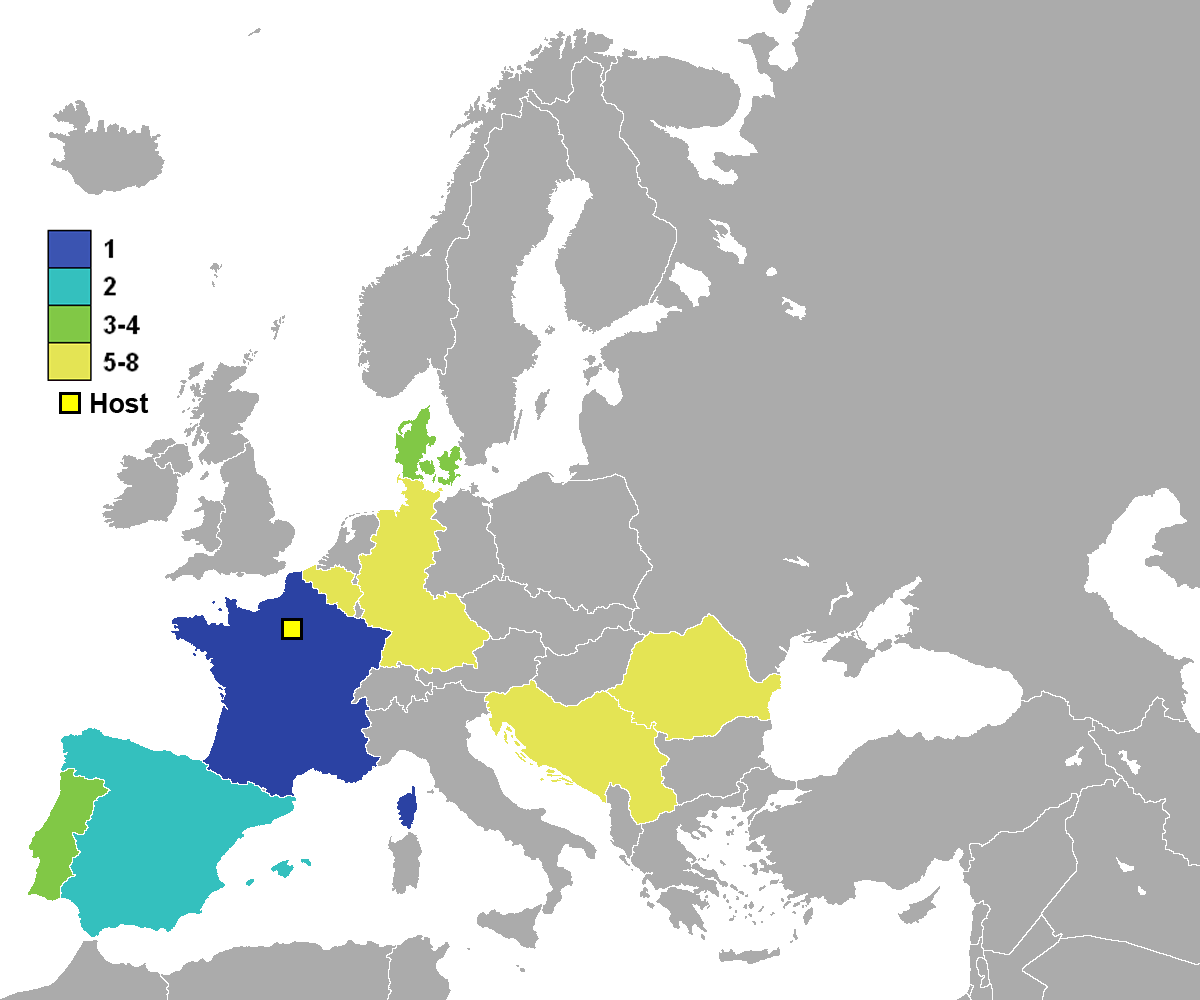
Piazzamenti delle nazionali

### Classifica marcatori
9 reti
- Michel Platini

3 reti
- Frank Arnesen

2 reti
- Preben Elkjær Larsen
- Jean-François Domergue

- Rudi Völler
- Jordão
- Antonio Maceda

1 rete
- Jan Ceulemans
- Georges Grün
- Erwin Vandenbergh
- Franky Vercauteren
- Klaus Berggreen
- Kenneth Brylle Larsen
- John Lauridsen

- Søren Lerby
- Bruno Bellone
- Luis Miguel Fernández
- Alain Giresse
- Miloš Šestić
- Dragan Stojković

- Nené
- António Sousa
- László Bölöni
- Marcel Coraș
- Francisco José Carrasco
- Santillana

### Record
- Gol più veloce:  Michel Platini (Francia-Belgio, fase a gironi, 16 giugno, 3º minuto)
- Gol più lento:  Michel Platini (Portogallo-Francia, semifinale, 29 giugno, 119º minuto)
- Primo gol:  Michel Platini (Francia-Danimarca, partita inaugurale, fase a gironi, 23 giugno, 78º minuto)
- Ultimo gol:  Bruno Bellone (Francia-Spagna, finale, 27 giugno, 90º minuto)
- Miglior attacco:  Francia (14 reti segnate)
- Peggior attacco:  Germania Ovest,  Jugoslavia e  Romania (2 reti segnate)
- Miglior difesa:  Germania Ovest (2 reti subite)
- Peggior difesa:  Jugoslavia (10 reti subite)

## Premi

### Migliori 11
Formazione dei migliori 11 giocatori del torneo, selezionata dalla UEFA:
| Portiere          | Difensori                                                | Centrocampisti                                            | Attaccanti                |
| ----------------- | -------------------------------------------------------- | --------------------------------------------------------- | ------------------------- |
| Harald Schumacher | João Pinto Karlheinz Förster Morten Olsen Andreas Brehme | Fernando Chalana Jean Tigana Michel Platini Alain Giresse | Frank Arnesen Rudi Völler |

## La squadra vincitrice
La squadra francese campione d'Europa 1984.
| Francia                             | Francia                | Francia             |
| Numero                              | Giocatore              | Squadra 1984        |
| Portieri                            | Portieri               | Portieri            |
| ----------------------------------- | ---------------------- | ------------------- |
| 1                                   | Joël Bats              | Auxerre             |
| 19                                  | Philippe Bergerôo      | Tolosa              |
| 20                                  | Albert Rust            | Sochaux             |
| Difensori                           |                        |                     |
| 2                                   | Manuel Amoros          | Monaco              |
| 5                                   | Patrick Battiston      | Bordeaux            |
| 4                                   | Maxime Bossis          | Nantes              |
| 3                                   | Jean-François Domergue | Tolosa              |
| 15                                  | Yvon Le Roux           | Monaco              |
| 18                                  | Thierry Tusseau        | Bordeaux            |
| 6                                   | Luis Miguel Fernández  | Paris Saint-Germain |
| Centrocampisti                      |                        |                     |
| 7                                   | Jean-Marc Ferreri      | Auxerre             |
| 9                                   | Bernard Genghini       | Monaco              |
| 14                                  | Jean Tigana            | Bordeaux            |
| 11                                  | Bruno Bellone          | Monaco              |
| 8                                   | Daniel Bravo           | Monaco              |
| 10                                  | Michel Platini         | Juventus            |
| Attaccanti                          |                        |                     |
| 12                                  | Alain Giresse          | Bordeaux            |
| 17                                  | Bernard Lacombe        | Bordeaux            |
| 16                                  | Dominique Rocheteau    | Paris Saint-Germain |
| 13                                  | Didier Six             | Mulhouse            |
| Commissario Tecnico: Michel Hidalgo |                        |                     |